# Tortenguss

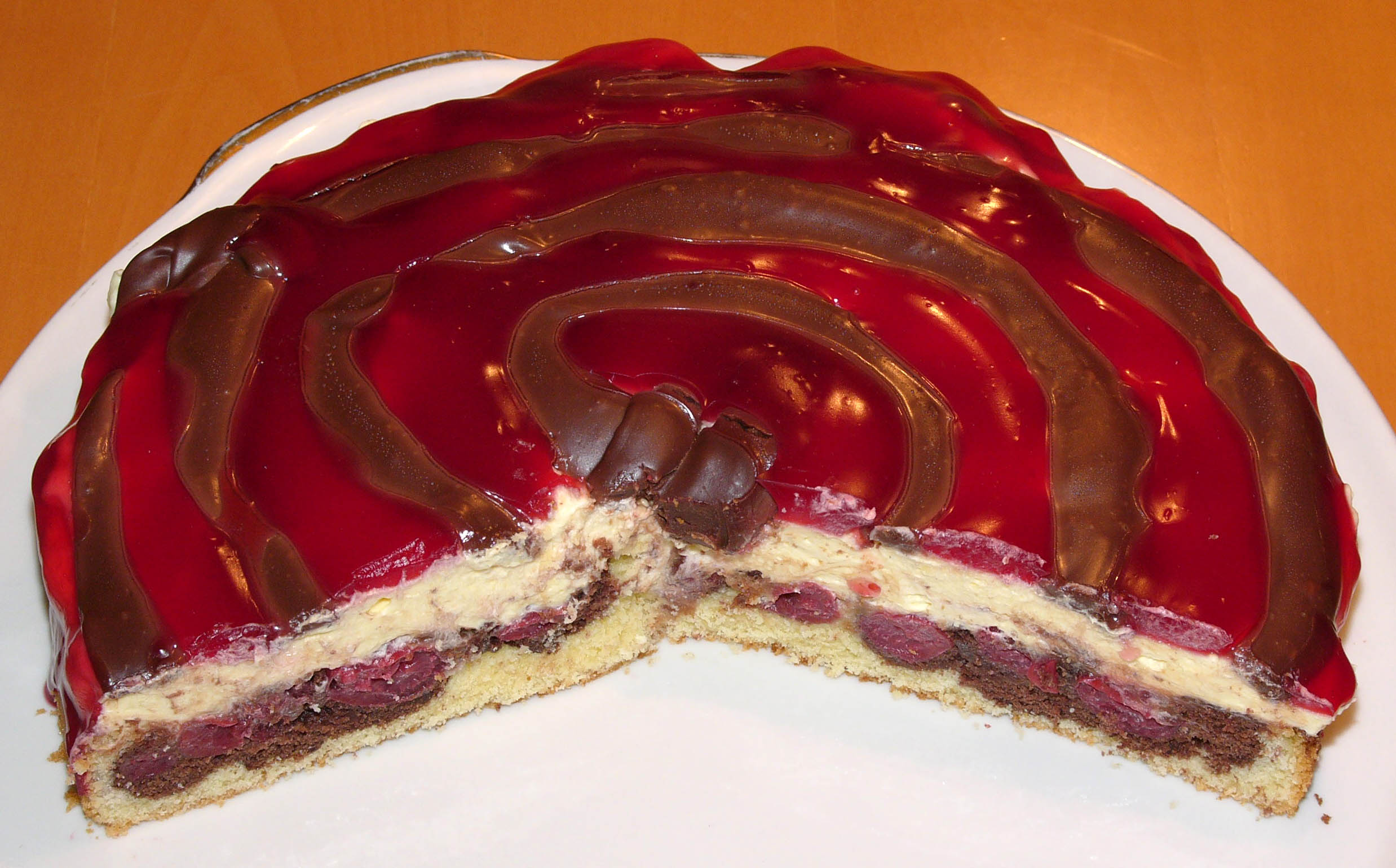
Donauwelle mit rotem Tortenguss

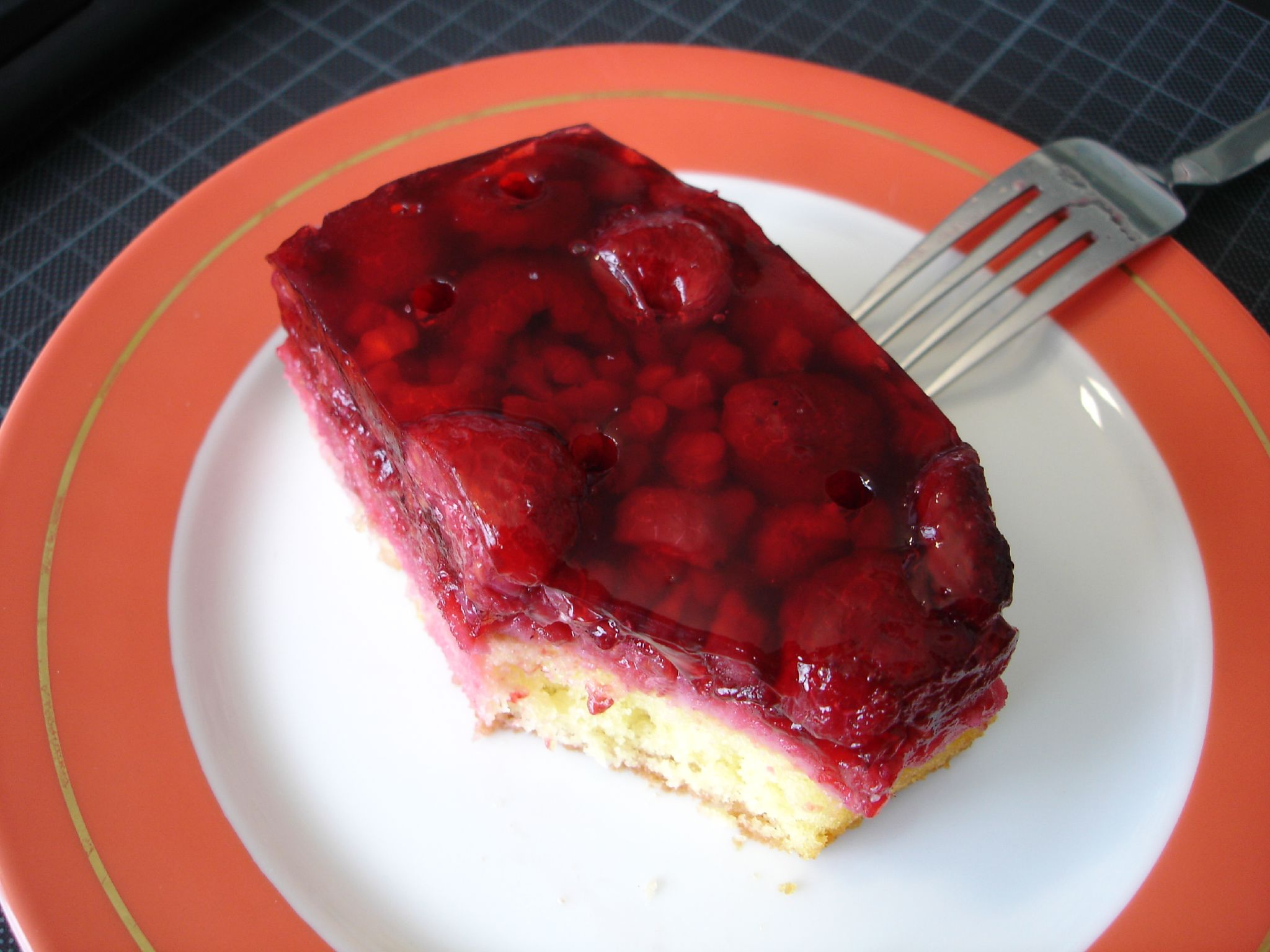
Himbeerkuchen mit Tortenguss

Tortenguss (auch Geleeguss genannt) ist ein verzehrfähiger Überzug für Fruchttorten. Er wird aus konzentrierten Zubereitungen oder Trockenmischungen durch Zugabe von Flüssigkeit hergestellt. Allein im deutschen Bäckerhandwerk werden von ihm jährlich 5.900 Tonnen verwendet.

## Sorten
Handelsüblicher Tortenguss wird vom Lebensmitteleinzelhandel in den Sorten ‚klar‘ oder ‚rot‘ sowie ‚gezuckert‘ oder ‚ungezuckert‘ fertig angemischt sowie als Mischung zum selbst Anrühren angeboten. Man kann ihn mit Fruchtsaft, Wasser, Zucker oder Zuckerersatzstoffen, Speisestärke und eventuell etwas Zitronensaft oder Sirup auch selbst herstellen.

## Geliermittel
Wichtigster Bestandteil von Tortenguss ist das Geliermittel. Damit wird die Flüssigkeit, in der Regel Wasser oder Fruchtsaft mit einer Zuckerart, gebunden. Meist verwendetes Geliermittel ist Carrageen sowie Agar Agar.
Daneben werden Säureregulatoren wie z. B. Kaliumtartrat verwendet. Als Farbstoff kommen in rotem Tortenguss Pflanzenextrakte, oder auch Karmin (E 120) zum Einsatz.
Außerdem werden häufig pastöse Konzentrate verwendet, welche mit Wasser auf die gewünschte Konsistenz gebracht werden und zur Verarbeitung nur erhitzt werden müssen. Die Inhaltsstoffe entsprechen aber dabei den Trockenpulvern. Diese Variante wird überwiegend im Handwerk und der Industrie verwendet.

## Verwendung
Da die Geliermittel nur in der Flüssigkeit gelöst werden, reicht ein Erhitzen auf 70–80 °C. Längeres Erhitzen auf Temperaturen über 100 °C zerstört die Strukturen und führt zum Verderb. Beim Abkühlen verfestigt sich der flüssige Guss und bildet eine glänzende durchsichtige und mehr oder weniger stichfeste Masse, die die Früchte umschließt.
Im Unterschied zur Glasur oder Kuvertüre bei Kuchen hat der Tortenguss neben der dekorativen und konservierenden auch eine formstabilisierende Funktion für das Backwerk, indem er die feste Verbindung zwischen Tortenboden und Obstschicht herstellt und dadurch die Kombination von Gebäck und rohem Obst ermöglicht. Dies ist bei Obsttorten erforderlich, da die Früchte in der Regel nicht mitgebacken, sondern erst nachträglich lose aufgelegt werden. Das gilt insbesondere für stark wasserhaltige Früchte wie Erdbeeren oder Himbeeren, die durch Erhitzen ihre Form, häufig aber auch Farbe und Aroma verlieren würden.